# 奧迪隆·科蘇努
夸库·奥迪隆·多热莱斯·科苏努（法語：Kouakou Odilon Dorgeless Kossounou，發音：[ɔdilɔ̃ kɔsunu]；2001年1月4日—）是一名出生於象牙海岸的足球運動員，現效力意甲球隊亞特蘭大。

## 榮譽
布魯日
- 比利時職業聯賽冠軍 : 2019–20，2020–21
- 比利時超級盃冠軍 : 2021[2]

勒沃库森
- 德国足球甲级联赛冠軍：2023–24[3]
- 德国足协杯冠軍：2023–24[4]

象牙海岸國家隊
- 非洲國家盃冠軍 : 2023

## 外部連結
- 奧迪隆·科蘇努在 National-Football-Teams.com 上的出场纪录